# Équipe cycliste Tigra
 (janvier 2025).
Si vous disposez d'ouvrages ou d'articles de référence ou si vous connaissez des sites web de qualité traitant du thème abordé ici, merci de compléter l'article en donnant les références utiles à sa vérifiabilité et en les liant à la section « Notes et références ».
L'équipe cycliste Tigra est une ancienne équipe suisse de cyclisme professionnel sur route, qui a existé entre 1950 et 1969.

## Description
Tigra, sponsor de cette équipe, était une marque de cycles suisse. Grammont, un fabricant français de radios et de téléviseurs, basé en région parisienne. On notera une variante d'appellation de l'équipe pour les courses en Suisse et en Allemagne avec Tigra-Enicar.

## L'entreprise Tigra
La fabrique de vélos Tigra a été créée par Paul-Edouard Piguet, mécanicien et représentant de cycles, en 1950  à Chavannes-près-Renens avec son ami Eric Grieshaber. Après le départ de Piguet, Griesshaber vendit Tigra à l'entreprise Maschinenfabrik Gränichen AG (MAFAG), qui produisait également le vélo d'ordonnance 05 de l'armée suisse, qui elle-même fut revendue dans les années 1980.
Pour les cycles, Tigra s'inscrit dans une lignée de classiques du vélo suisse avec d'autres marques comme Allegro, Condor, Cilo, Cosmos (entreprise), Mondia, Villiger.

## Coureurs
- Beuffeuil, Pierre
- Brand, Karl
- Groussard, Joseph
- Guimbard Henri
- Gutty, Paul
- Gyger, Klaus
- Hagmann, Robert
- Hauser, Rudolf
- Ignolin, Guy
- Jourden, Jean
- Pfenninger, Louis
- Pfenninger, Fritz
- Reaux, Raymond
- Zollinger, Paul
- Zweifel, Hansruedi

## Principaux résultats
- 1er à Iffendic (Guy Ignolin)
- 1er à Plancoët (Guy Ignolin)
- 1er à Bégard (Guy Ignolin)
- 1er à Pleyber-Christ (Guy Ignolin)
- 1er à Quimper-Guezennec (Guy Ignolin)
- GP Aix-en-Provence (FRA) (Jean Jourden)
- 4e étape Tour de Romandie (Robert Hagmann)
- GP Saint-Raphaël (FRA) (Jean Jourden)
- « Bremer Sechstagerennen » (GER) (Fritz Pfenninger)
- « Essener Sechstagenrennen » (GER) (Fritz Pfenninger)
- « Zesdaagse van Antwerpen » (BEL) (Fritz Pfenninger)